# Марозија
Марозија, такође позната и као Мариоза (око 890 - 937) је била италијанска краљица, супруга Ига (924-947). 

## Биографија
Марозија је рођена око 890. године. Била је ћерка Теофилакта I од Тускулума и Теодоре. Теофилакт је почетком 10. века био стварни владар Рима. Марозија је у доби од око петнаест година постала љубавница папе Сергија III. Њих двоје су имали сина Јована који ће касније и сам постати папа. Ову причу преноси Лиутпранд из Кремоне и Liber pontificalis док је летописац Флодоард не помиње наводећи ипак да је будући  папа Јован био брат Алберика II. Из тога се може извући претпоставка да је папа Јован био син Марозије из брака са Албериком I. Марозија се за њега удала 909. године. Алберик II је рођен 911. или 912. године. Алберик I је убијен 924. године. Да би сузбила утицај папе Јована X (Лиутпранд наводи да је Марозија била и његова љубавница), Марозија се удала за његовог противника Гаја од Тоскане. Заједно су напали Рим и заробили папу Јована. Гај га је угушио јастуком или је папа једноставно умро од злостављања. Марозија и Гај преузели су власт у Риму. Двојица будућих папа, Лав VI и Стефан VII, били су лутке у њеним рукама. Њен син Јован је 931. године постао папа. Након смрти Гаја, Марозија се 929. године удала за свог полубрата, Ига, који је био краљ Италије. Марозијин син Алберик предводио је побуну против Ига. На дан самог венчања, Алберик и Марозија су заробљени и утамничени. Иго је касније побегао, а Марозија је остатак живота провела у затвору. 